# هیگان

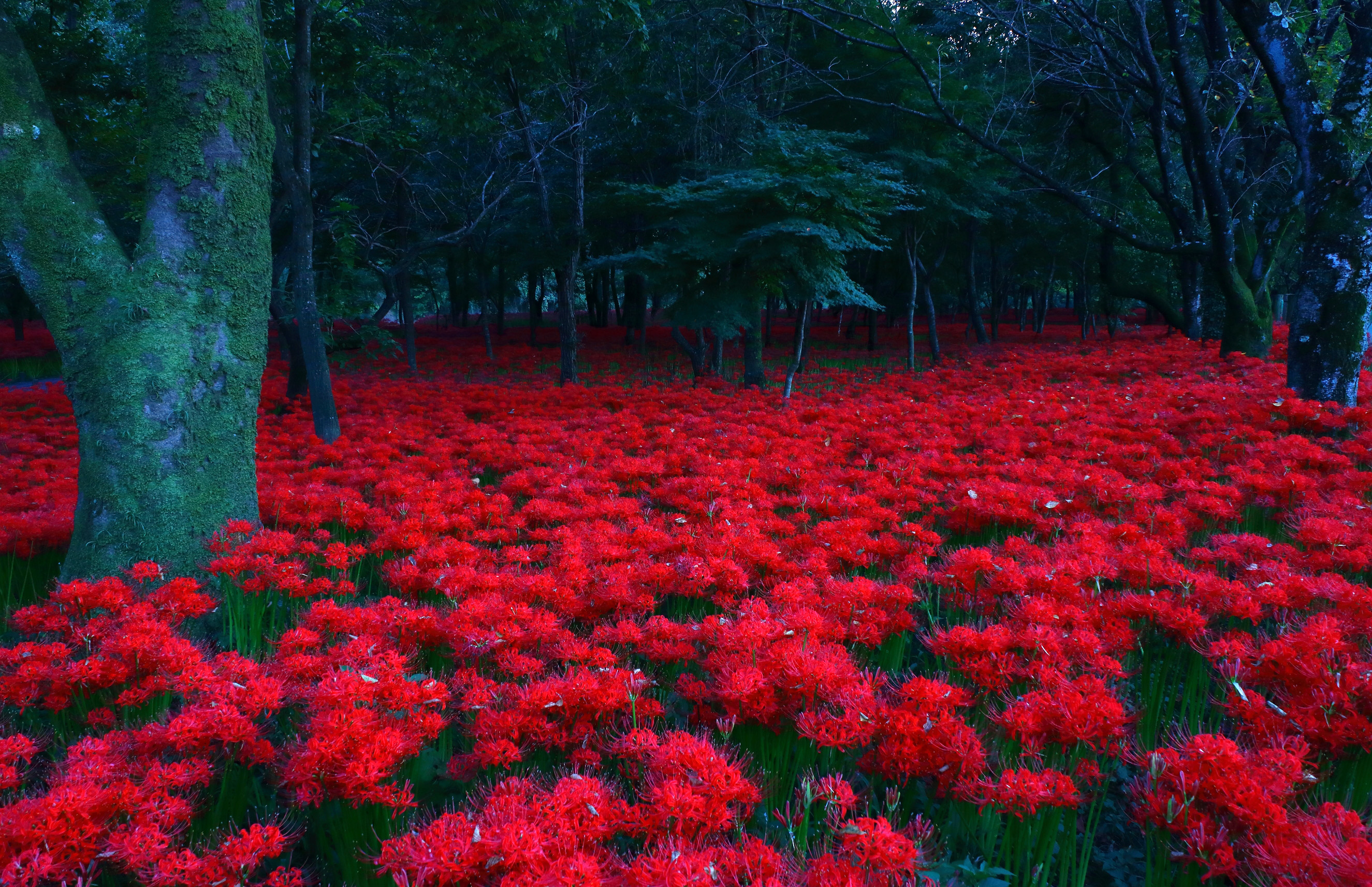
سوسن عنکبوتی قرمز سمبل هیگان پاییزی در ژاپن است

هیگان (به ژاپنی: 彼岸 Higan) به روزهای اعتدال شب و روز در فصل بهار و پاییز در ژاپن گفته می‌شود. هیگان بهاری نه یک روز، بلکه ۱۴ روز است و از یک هفته مانده به بیست و یکم مارس شروع شده و تا یک هفته بعد از آن ادامه می‌یابد. چون روز بیست و یکم مارس وسط این چهارده روز قرار گرفته، مهمترین روز محسوب می‌شود و روز هیگان یا شومبون نو هی، نامیده می‌شود. معمولاً مردم در مدت این ۱۴ روز سر قبر گذشتگان خود حضور می‌یابند و نسبت به روح آنان ادای احترام‌می‌کنند.

## شومبون نو هی
به روز اعتدال بهاری یا هیگان بهاری در ژاپن شومبون نو هی نیز گفته می‌شود. ژاپنی‌ها از قدیم بر این باور بوده‌اند که در روز اعتدال بهاری طبیعت تغییر کرده و حیات دیگری پیدا می‌کند. برای احترام به ارواح رفتگان و زنده شدن مجدد طبیعت این روز یکی از تعطیلات ملی ژاپن است که معمولاً مصادف با بیست و یکم ماه مارس است که همان اولین روز سال نو و اولین روز عید نوروز در ایران است.

## فلسفه بودایی
کلمه هیگان در اصل به معنی ساحل دور یا ساحل طرف مقابل است. از نظر دین بودایی زندگی بشر دو ساحل دارد یکی ساحلی که انسان هم‌اکنون در آن زندگی می‌کند و با انواع مشکلات و ناراحتی‌ها دست و پنجه نرم می‌کند که به این ساحل «شیگان» می‌گویند. پس شیگان همان حیات مادی و دنیوی است. از نظر دین بودایی وقتی انسان می‌میرد به ساحلی که دور از ماست و هیگان نام دارد کوچ می‌کند و از رنج‌ها و مشقت‌های این ساحل رهایی می‌یابد. پس در تفکر بودایی روز هیگان روز زنده شدن مجدد طبیعت و نشانی از زنده شدن مجدد انسان و رسیدن به آن ساحل دوردست است. ژاپنی‌ها در قدیم معتقد بودند که چون در روز شومبون نو هی طول روز و شب برابر است مردم این ساحل یعنی زندگان می‌توانند با مردم آن ساحل یعنی مردگان معاشرت داشته‌باشند. به همین دلیل مراسمی برگزار می‌کردند که هنوز در بعضی از استان‌های ژاپن پابرجاست. هدف از برگزاری شاد کردن روح رفتگان و زنده کردن یاد آنهاست.

## غذاهای سنتی
در بعضی از معابد به مناسبت این ایام مراسمی برگزار می‌شود و در این مراسم به حضار غذای مخصوصی به نام «شوجین ریوری» خیرات می‌کنند. در این غذا گوشت بکار نمی‌رود چون در آیین بودا کشتن حیوانات زنده نکوهیده‌است. در روز هیگان یک نوع شیرینی نیز خورده می‌شود که اوهاگی (در پاییز) یا بوتاموچی (دربهار) می‌گویند. این شیرینی از برنج، لوبیای قرمز و شکر درست‌می‌شود.